# دیوید داوز
دیوید داوز (به انگلیسی: David Dawes) یکی از موسسین پروژه اکس‌فری۸۶ بود. او یکی از چهار نفری بود که این پروژه را در سال ۱۹۹۲ آغاز کردند و در سال ۱۹۹۴ هم مدیر پروژه شد. سه نفر دیگر دیوید وکسلبلات (به انگلیسی: David Wexelblat)، گلن لای (به انگلیسی: Glenn Lai) و جیم تسیلاس (به انگلیسی: Jim Tsillas) بودند. پروژه اکس‌فری۸۶ تا سال ۲۰۰۴ از پروانه ام‌آی‌تی استفاده می‌کرد. تا وقتی که داوز، مدیر پروژه، تصمیم گرفت نسخه ۴٫۴ این برنامه را تحت یک مجوز جدید به نام «پروانه اکس‌فری۸۶ نسخه ۱٫۱» درآورد. پروانه جدید حاوی یک «بند نسبت‌دهی» مشابه نسخه‌های قدیمی پروانه بی‌اس‌دی بود. رهبران نرم‌افزار آزاد مانند تئو درات رهبر پروژه اوپن‌بی‌اس‌دی و ریچارد استالمن از بنیاد نرم‌افزارهای آزاد به این تصمیم اعتراض کردند و استالمن اعلام کرد که این پروانه با نسخه ۲ جی‌پی‌ال ناسازگار است. داوز توضیح داد که این کار تلاشی است برای اطمینان از اینکه توسعه‌دهندگان اکس‌فری۸۶ اعتبار و خوش‌نامی دریافت کنند. اما این تصمیم حتی در تیم اکس‌فری۸۶ هم مورد اعتراض قرار گرفت، بویژه توسط کیث پکارد و جیم گتیز. این کار باعث شد مخالفان این تصمیم، پروژه را تحت نام سرور اکس. ارگ انشعاب دهند. رفته رفته که پروژه‌های دیگر پروانه جدید را غیرقابل قبول می‌یافتند، سرور اکس. ارگ جانشین اکس‌فری۸۶ شد. داوز هنوز هم بدون حمایت مالی شرکت‌ها از پروژه اکس‌فری۸۶ نگه‌داری می‌کند، اما آخرین نسخه از آن در سال ۲۰۰۸ عرضه شده است. داوز همچنین یک شرکت خصوصی کوچک به نام X-Oz دارد که خدمات مشاوره و مدیریت پروژه ارائه می‌دهد.